# Úhlejov
Úhlejov település Csehországban, a Jičíni járásban. Úhlejov Borek, Rohoznice, Miletín, Třebihošť, Zdobín és Horní Brusnice településekkel határos. Lakosainak száma 139 fő (2024. január 1.).

## Népesség
A település lakosságának változását az alábbi diagram mutatja:
| Lakosok száma | 504  | 472  | 407  | 268  | 123  | 108  | 156  | 153  | 142  | 139  |
|               | 1869 | 1890 | 1921 | 1950 | 1980 | 2001 | 2017 | 2019 | 2022 | 2024 |